# Detlev Drenckhahn
Detlev Drenckhahn (* 26. November 1944, in Göhren auf Rügen) ist ein emeritierter deutscher Professor für Anatomie an der Julius-Maximilians-Universität Würzburg. 

## Leben
Drenckhahn studierte Medizin in Heidelberg und Kiel. Seinem Abschluss 1971 und der Promotion in der Neurohistologie über das Riechsystem von Vögeln folgten eine Anstellung am Uniklinikum Kiel und bei der Marine. Ab 1974 war er am Anatomischen Institut zu Kiel beschäftigt. Er habilitierte sich 1981 und wechselte nach Marburg, wo er auch eine Professur erhielt. 1990 folgte er einem Ruf auf den Lehrstuhl für Anatomie in Würzburg. Diesen hatte er bis 2012 unter dem Namen Anatomie und Zellbiologie II inne. In seinen Forschungen beschäftigt sich Drenckhahn mit Funktionen von Bestandteilen des Zytoskeletts, z. B. im Rahmen des Herz-Kreislauf-Systems am Gefäßendothel.
Im Jahr 2001 wurde Drenckhahn zum Mitglied der Gelehrtenakademie Leopoldina gewählt, 2009 wurde er mit dem Bundesverdienstkreuz am Bande ausgezeichnet.
Im Juni 2012 löste Detlev Drenckhahn Michael Otto als Vorsitzender des Stiftungsrats des WWF Deutschland ab. Er hatte diese Position bis Mitte 2016 inne.